# Centrální moment
Centrální moment je pojem z matematické statistiky. Pro přirozené číslo {\displaystyle k} je k-tý centrální moment jisté reálné číslo charakterizující rozdělení náhodné veličiny.
K-tý centrální moment se označuje {\displaystyle \mu _{k}}.

## Definice
K-tý centrální moment náhodné veličiny {\displaystyle X} je definován vzorcem
{\displaystyle \mu _{k}=\operatorname {E} \left[(X-\mu )^{k}\right]},
kde {\displaystyle \mu } je střední hodnota dané veličiny (pokud má vzorec smysl).
Pro diskrétní náhodné veličiny lze psát
{\displaystyle \mu _{k}=\sum _{i=1}^{\infty }(x_{i}-\mu )^{k}p_{i}},
kde {\displaystyle p_{i}} je pravděpodobnost, že {\displaystyle X} nabývá hodnoty {\displaystyle x_{i}}.
Pro spojité náhodné veličiny na reálných číslech lze psát
{\displaystyle \mu _{k}=\int _{-\infty }^{\infty }(x-\mu )^{k}f(x)\operatorname {d} x},
kde {\displaystyle f(x)} je hustota rozdělení dané veličiny.

### Označení centrálních momentů
První centrální moment je vždy roven 0.
Druhý centrální moment se nazývá rozptyl a označuje se symbolem {\displaystyle \sigma ^{2}} nebo {\displaystyle \operatorname {var} \,X}.
Třetí a čtvrtý centrální moment jsou součástí definice šikmosti a špičatosti.

## Vlastnosti
Centrální moment je nezávislý na posunu o konstantu, tj.
{\displaystyle \mu _{k}\left(X+c\right)=\mu _{k}(X)}
Pro násobení konstantou platí
{\displaystyle \mu _{k}\left(cX\right)=c^{k}\mu _{k}(X)}
Pro {\displaystyle k\leq 3} a nezávislé náhodné veličiny {\displaystyle X,Y} platí
{\displaystyle \mu _{k}\left(X+Y\right)=\mu _{k}(X)+\mu _{k}(Y)}
Mezi centrálními momenty a obecnými momenty je vztah
{\displaystyle \mu _{k}=\sum _{i=0}^{k}{\binom {k}{i}}(-1)^{k-i}\mu ^{k-i}\mu _{i}^{\prime }},
kde {\displaystyle \mu } je střední hodnota a {\displaystyle \mu _{i}^{\prime }} je i-tý obecný moment.

## Výběrový centrální moment
Výběrový centrální moment je definován vzorcem
{\displaystyle m_{k}={\frac {1}{n}}\sum _{i=1}^{n}\left(x_{i}-{\overline {x}}\right)^{k}}
Výběrový centrální moment je nevyvážený odhad centrálního momentu, vyvážené odhady jsou:
{\displaystyle {\begin{aligned}M_{2}&={\frac {n}{n-1}}k_{2}={\frac {1}{n-1}}\sum _{i=1}^{n}\left(x_{i}-{\overline {x}}\right)^{2}\\M_{3}&={\frac {n^{2}}{(n-1)(n-2)}}m_{3}\\M_{4}&={\frac {n^{2}}{(n-1)(n-2)(n-3)}}(n+1)m_{4}-3(n-1)m_{2}^{2}\\\end{aligned}}}